# Momordica multiflora
Espèce
Synonymes
- Momordica multiflora var. multiflora[1]

Momordica multiflora est une espèce de plante à fleurs de la famille des Cucurbitaceae et du genre Momordica, selon la classification phylogénétique.

## Description et répartition
Plante épiphyte d'Afrique tropicale, Momordica multiflora Hook.f. var. albopilosa Keraudren est quant à elle une variété endémique du Cameroun.

## Liste des variétés
Selon NCBI (11 septembre 2017) :
- variété Momordica multiflora var. albopilosa

Selon Tropicos (11 septembre 2017) :
- variété Momordica multiflora var. multiflora